# Маніпурі (письмо)
Маніпурі або Мейтей Маєк — абуґіда, що використовується для мови маніпурі (мейтей). Точний час виникнення письма не відомий. Король Кхаґемба (1597–1652) сприяв поширенню освіти та написанню рукописів цим письмом. Письмо маніпурі використовувалося для запису маніпурської мови до 18 століття. Король Ґарібнавас (1709–1748) прийняв індуїзм, і багато індіїстських творів, таких як Махабхарата і Рамаяна, були перекладені маніпурською мовою маніпурським письмом. Але після прийняття маніпурцями індуїзму у 1729 році багато доіндуїстських літературних творів та історичних записів було спалено, і для маніпурської мови було введено бенгальське письмо. Зараз письмо поступово відроджується, але в сучасному письмі використовується менше букв, ніж в давньому письмі. Збереглося приблизно 437 написів та рукописів, написаних до 20-го століття письмом мейтей маєк.

## Знаки письма

### Знаки для голосних
У маніпурському письмі є 5 незалежних знаків для голосних. Незалежні знаки для позначення голосних використовуються тоді, коли треба позначити подовження голосного, коли треба позначити два різних голосних поряд, або коли голосний потрібно написати на початку слова. Якщо треба інші голосні передати як незалежні знаки, то залежні знаки потрібних голосних прикріплюються до букви ə ꯑ: ꯑꯥ [а], ꯑꯤ [ì], ꫫꯑ [í], ꯑꯨ [ù], ꯑꫬ [ú], ꯑꯦ [e], ꯑꯩ [əi], ꯑꫭ [ai], ꯑꯣ [o], ꯑꯧ [əu], ꫮꯑ [əu], ꯑꫯ [au]. В сучасній орфогріфії використовуються такі незалежні знаки для голосних: ꯑꯥ [а], ꯑꯤ [ì], ꯑꯨ [ù], ꯑꯦ [e], ꯑꯩ [əi], ꯑꯣ [o], ꯑꯧ [əu] (ꯑꯤ [ì] та ꯑꯨ [ù] зазвичай позначаються незалежними буквами ꯏ [ì] та ꯎ [ù]). У традиційній орфографії маніпурське письмо може відображати тональні відмінності між [ì] (ꯑꯤ) та [í] (ꫫꯑ), [ù] (ꯑꯨ) та [ú] (ꯑꫬ); але не може розрізняти [à] та [á], [è] та [é], [ò] та [ó], [ə̀] та [ə́]. В сучасній орфографії можна розрізняти [à] та [á], [è] та [é], [ò] та [ó], [ə̀] та [ə́]. Для цього використовують знак для позначення високого тону (꯬). Наприклад:
ꯀꯩ [kə̀j] — тигр;
ꯀꯩ꯬ [kə́j] — пісок (в старій орфографії — ꯀꯏ);
ꯀꯧ [kə̀w] — гукати, кликати;
ꯀꯧ꯬ [kə́w] — короткий (в старій орфографії — ꯀꫡ).
| Незалежні знаки  | Незалежні знаки                                | Незалежні знаки          | Залежні знаки    | Залежні знаки                                                          | Транскрипція | Транскрипція МФА  |
| Символ в Юнікоді | Малюнок                                        | Назва                    | Символ в Юнікоді | Малюнок                                                                | Транскрипція | Транскрипція МФА  |
| ---------------- | ---------------------------------------------- | ------------------------ | ---------------- | ---------------------------------------------------------------------- | ------------ | ----------------- |
| ꯑ                | Буква ATIYA (A) письма мейтей маєк (маніпурі). | ꯑꯇꯤꯌ atiya /ətija/ (небо) |                  |                                                                        | a            | /ə/               |
|                  |                                                |                          | ꯥ                 | Залежний знак для голосної AA (ANAP) письма мейтей маєк (маніпурі).    | ā            | /а/               |
| ꯏ                | Буква I письма мейтей маєк (маніпурі).         | ꯏ i /i/ кров             | ꯤ                 | Залежний знак для голосної I (INAP) письма мейтей маєк (маніпурі).     | i            | /ì/ (низький тон) |
|                  |                                                |                          | ꫫ                 | Залежний знак для голосної II письма мейтей маєк (маніпурі).           | ī            | /í/ (високий тон) |
| ꯎ                | Буква UN (U) письма мейтей маєк (маніпурі).    | ꯎꯟ un /un/ шкіра         | ꯨ                 | Залежний знак для голосної U (UNAP) письма мейтей маєк (маніпурі).     | u            | /ù/ (низький тон) |
|                  |                                                |                          | ꫬ                 | Залежний знак для голосної UU письма мейтей маєк (маніпурі).           | ū            | /ú/ (високий тон) |
|                  |                                                |                          | ꯩ                 | Залежний знак для голосної EI (CHEINAP) письма мейтей маєк (маніпурі). | еі           | /əі/              |
| ꫠ                | Буква Е письма мейтей маєк (маніпурі).         |                          | ꯦ                 | Залежний знак для голосної E (YENAP) письма мейтей маєк (маніпурі).    | е            | /e/               |
|                  |                                                |                          | ꫭ                 | Залежний знак для голосної AAI письма мейтей маєк (маніпурі).          | āі           | /аі/              |
|                  |                                                |                          | ꯧ                 | Залежний знак для голосної OU (SOUNAP) письма мейтей маєк (маніпурі).  | оu           | /əu/              |
|                  |                                                |                          | ꫯ                 | Залежний знак для голосної AAU письма мейтей маєк (маніпурі).          | āu           | /au/              |
| ꫡ                | Буква О письма мейтей маєк (маніпурі).         |                          | ꯣ                 | Залежний знак для голосної O (ONAP) письма мейтей маєк (маніпурі).     | о            | /o/               |
|                  |                                                |                          | ꫮ                 | Залежний знак для голосної AU письма мейтей маєк (маніпурі).           | аu           | /əu/              |

Залежні знаки для голосних слугують для заміни прикріпленого голосного [ə] в знаках для приголосних на потрібний голосний. Повний список прикріплених залежних знаків для голосних (показано із ꯄ [pə]):
ꯄ [pə];
ꯄꯥ [pа];
ꯄꯤ [pì];
ꫫꯄ [pí];
ꯄꯨ [pù];
ꯄꫬ [pú];
ꯄꯦ [pe];
ꯄꯩ [pəi];
ꯄꫭ [pai];
ꯄꯣ [po];
ꯄꯧ [pəu];
ꫮꯄ [pəu];
ꯄꫯ [pau].
В сучасній орфографії використовуються такі залежні знаки для голосних (показано з ꯄ [pə]):
ꯄ [pə];
ꯄꯥ [pа];
ꯄꯤ [pì];
ꯄꯨ [pù];
ꯄꯦ [pe];
ꯄꯩ [pəi];
ꯄꯣ [po];
ꯄꯧ [pəu].

### Приголосні
Кожен знак являє собою склад, складаючийся з приголосного та прикріпленого голосного [ə]. Щоб змінити в складі цей голосний на інший, або щоб позначити, наприклад, назалізацію, до цього знаку дописують залежний знак для потрібного голосного, або залежний знак для назалізації. Щоб отримати сполучення двох приголосних і голосного, наприклад, ꯁ꯭ꯔꯤ [sri], потрібно до приголосного знаку ꯁ [sə] додати залежний знак ієк (  ꯭  ) (знак, створюючий лігатури приголосних знаків), а потім написати ꯔꯤ [ri]. 
| ꯀ                                              | ꯈ                                               | ꯒ                                             | ꯘ                                               | ꯉ                                               | Символ в Юнікоді        |
| Буква KOK (KA) письма мейтей маєк (маніпурі).  | Буква KHOU (KHA) письма мейтей маєк (маніпурі). | Буква GOK (GA) письма мейтей маєк (маніпурі). | Буква GHOU (GHA) письма мейтей маєк (маніпурі). | Буква NGOU (NGA) письма мейтей маєк (маніпурі). | Зображення              |
| ꯀꯣꯛ kok /kok/ голова                            | ꯈꯧ khou /kʰəu/ горло                             |                                               |                                                 | ꯉꯧ ngou /ŋəu/ глотка                             | Назва                   |
| ka /kə/                                        | kha /kʰə/                                       | ga /gə/                                       | gha /gʱə/                                       | ṅa /ŋə/                                         | Транскрипція IAST і МФА |
| ꯆ                                              | ꫢ                                               | ꯖ                                             | ꯓ                                               | ꫣ                                               | Символ в Юнікоді        |
| Буква CHIL (CA) письма мейтей маєк (маніпурі). | Буква CHА письма мейтей маєк (маніпурі).        | Буква JIL (JA) письма мейтей маєк (маніпурі). | Буква JHAM (JHA) письма мейтей маєк (маніпурі). | Буква NYA письма мейтей маєк (маніпурі).        | Зображення              |
| ꯆꯤꯜ cil /cil/ губи                              |                                                 |                                               |                                                 |                                                 | Назва                   |
| ca /сə/                                        | cha /cʰə/                                       | ja /ɟə/                                       | jha /ɟʱə/                                       | ña /ɲə/                                         | Транскрипція IAST і МФА |
| ꫤ                                              | ꫥ                                               | ꫦ                                             | ꫧ                                               | ꫨ                                               | Символ в Юнікоді        |
| Буква TTA письма мейтей маєк (маніпурі).       | Буква TTHA письма мейтей маєк (маніпурі).       | Буква DDA письма мейтей маєк (маніпурі).      | Буква DDHA письма мейтей маєк (маніпурі).       | Буква NNA письма мейтей маєк (маніпурі).        | Зображення              |
|                                                |                                                 |                                               |                                                 |                                                 | Назва                   |
| ṭa /ʈə/                                        | ṭha /ʈʰə/                                       | ḍa /ɖə/                                       | ḍha /ɖʱə/                                       | ṇa /ɳə/                                         | Транскрипція IAST і МФА |
| ꯇ                                              | ꯊ                                               | ꯗ                                             | ꯙ                                               | ꯅ                                               | Символ в Юнікоді        |
| Буква TIL (TA) письма мейтей маєк (маніпурі).  | Буква THOU (THA) письма мейтей маєк (маніпурі). | Буква DIL (DA) письма мейтей маєк (маніпурі). | Буква DHOU (DHA) письма мейтей маєк (маніпурі). | Буква NA письма мейтей маєк (маніпурі).         | Зображення              |
| ꯇꯤꯜ til /til/ слина                             | ꯊꯧ thou /tʰəu/ груди                             |                                               |                                                 | ꯅ na /na/ вухо                                  | Назва                   |
| ta /t̪ə/                                        | tha /t̪ʰə/                                       | da /d̪ə/                                       | dha /d̪ʱə/                                       | na /nə/                                         | Транскрипція IAST і МФА |
| ꯄ                                              | ꯐ                                               | ꯕ                                             | ꯚ                                               | ꯃ                                               | Символ в Юнікоді        |
| Буква PA письма мейтей маєк (маніпурі).        | Буква PHAM (PHA) письма мейтей маєк (маніпурі). | Буква BA письма мейтей маєк (маніпурі).       | Буква BHAM (BHA) письма мейтей маєк (маніпурі). | Буква MIT (MA) письма мейтей маєк (маніпурі).   | Зображення              |
| ꯄ pa /pa/ вія                                  | ꯐꯝ pham /pʰəm/ плацента, дитяче місце           |                                               |                                                 | ꯃꯤꯠ mit /mit/ око                                | Назва                   |
| pa /pə/                                        | pha /pʰə/                                       | ba /bə/                                       | bha /bʱə/                                       | ma /mə/                                         | Транскрипція IAST і МФА |
| ꯌ                                              | ꯔ                                               | ꯂ                                             | ꯋ                                               | Символ в Юнікоді                                | Символ в Юнікоді        |
| Буква YANG (YA) письма мейтей маєк (маніпурі). | Буква RAI (RA) письма мейтей маєк (маніпурі).   | Буква LAI (LA) письма мейтей маєк (маніпурі). | Буква WAI (WA) письма мейтей маєк (маніпурі).   | Зображення                                      | Зображення              |
| ꯌꯥꯡ yang /jaŋ/ хребет                           |                                                 | ꯂꯥꯏ lāi /lai/ лоб                              | ꯋꯥꯏ wāi /wai/ пуп                                | Назва                                           | Назва                   |
| ya /jə/                                        | ra /rə/                                         | la /lə/                                       | wa /wə/                                         | Транскрипція IAST і МФА                         | Транскрипція IAST і МФА |
| ꫩ                                              | ꫪ                                               | ꯁ                                             | ꯍ                                               | Символ в Юнікоді                                | Символ в Юнікоді        |
| Буква SHA письма мейтей маєк (маніпурі).       | Буква SSA письма мейтей маєк (маніпурі).        | Буква SAM (SA) письма мейтей маєк (маніпурі). | Буква HUK (HA) письма мейтей маєк (маніпурі).   | Зображення                                      | Зображення              |
|                                                |                                                 | ꯁꯝ sam /səm/ волосся                          | ꯍꯨꯛ huk /huk/ пах                                | Назва                                           | Назва                   |
| śa /ʃə/                                        | ṣa /ʂə/                                         | sa /sə/                                       | ha /hə/                                         | Транскрипція IAST і МФА                         | Транскрипція IAST і МФА |

### Кінцеві приголосні
Знаки для кінцевих приголосних використовуються для передачі приголосного звуку (без прив'язаного голосного [ə]). Буква ꯏ була і як незалежним знаком для голосної [і], і як знаком для приголосного [j]; також роль приголосних букв виконували ꯎ та ꫡ (ꫡ — в старій орфографії).
| Символ в Юнікоді | Малюнок                                               | Транскрипція | Транскрипція МФА |
| ---------------- | ----------------------------------------------------- | ------------ | ---------------- |
| ꯛ                | Буква KOK LONSUM (K) письма мейтей маєк (маніпурі).   | k            | /k/              |
| ꯜ                | Буква LAI LONSUM (L) письма мейтей маєк (маніпурі).   | l            | /l/              |
| ꯝ                | Буква MIT LONSUM (M) письма мейтей маєк (маніпурі).   | m            | /m/              |
| ꯞ                | Буква PA LONSUM (P) письма мейтей маєк (маніпурі).    | p            | /p/              |
| ꯟ                | Буква NA LONSUM (N) письма мейтей маєк (маніпурі).    | n            | /n/              |
| ꯠ                | Буква TIL LONSUM (T) письма мейтей маєк (маніпурі).   | t            | /t/              |
| ꯡ                | Буква NGOU LONSUM (NG) письма мейтей маєк (маніпурі). | ŋ            | /ŋ/              |
| ꯢ                | Буква I LONSUM (I) письма мейтей маєк (маніпурі).     |              |                  |
| ꯏ                | Буква I письма мейтей маєк (маніпурі).                | y            | /j/              |
| ꯎ                | Буква UN (U) письма мейтей маєк (маніпурі).           |              |                  |
| ꫡ                | Буква О письма мейтей маєк (маніпурі).                |              |                  |

### Інші знаки
| Символ в Юнікоді | Малюнок                                                                      | Назва                    |
| ---------------- | ---------------------------------------------------------------------------- | ------------------------ |
| ꯭                 | Знак апун ієк (прибирач прив'язаної голосної) письма мейтей маєк (маніпурі). | апун ієк                 |
| ꯬                 | Знак лум ієк (позначення низького тону) письма мейтей маєк (маніпурі).       | лум ієк                  |
| ꫵ                 | Знак вісарґа письма мейтей маєк (маніпурі).                                  | вісарґа                  |
| ꯪ                 | Знак нунґ письма мейтей маєк (маніпурі).                                     | нунґ                     |
| ꫳ                | Знак повторювання складу письма мейтей маєк (маніпурі).                      | знак повторювання складу |

- Апун ієк — залежний знак для створення поєднання двох приголосних.
- Лум ієк — залежний знак для позначення низького тону.
- Вісарґа — залежний знак, позначаючий придих після голосного.
- Нунґ —залежний знак, що позначає носовий призвук після голосних.
- Знак повторювання складу — залежний знак, слугуючий для позначення повторювання складу.

### Цифри
Письмо мейтей маєк має свій набір знаків для позиційної десяткової системи числення. Ці знаки можна використовувати так само, як і звичайні індо-арабські цифри. За допомогою цифр мейтей маєк можна записати число будь-якої величини, оскільки ця система позиційна.
| арабські цифри                 | 0                            | 1                            | 2                            | 3                            | 4                            | 5                            | 6                            | 7                            | 8                            | 9                            |
| цифри мейтей маєк              | ꯰                            | ꯱                            | ꯲                            | ꯳                            | ꯴                            | ꯵                            | ꯶                            | ꯷                            | ꯸                            | ꯹                            |
| цифри мейтей маєк (зображення) | Письмо мейтей маєк. Цифра 0. | Письмо мейтей маєк. Цифра 1. | Письмо мейтей маєк. Цифра 2. | Письмо мейтей маєк. Цифра 3. | Письмо мейтей маєк. Цифра 4. | Письмо мейтей маєк. Цифра 5. | Письмо мейтей маєк. Цифра 6. | Письмо мейтей маєк. Цифра 7. | Письмо мейтей маєк. Цифра 8. | Письмо мейтей маєк. Цифра 9. |